# تعذر الأداء الافتكاري
تعذر الأداء الافتكاري (آي إيه) هو أحد الاضطرابات العصبية المتميزة بفقدان القدرة على وضع تصور للمراحل المتسلسلة المعقدة للأفعال الحركية وتخطيطها وتنفيذها، بهدف استخدام أداة ما أو التفاعل مع مختلف الأشياء في الحياة اليومية. يُعرّف تعذر الأداء الافتكاري على أنه عدم قدرة الفرد على التخطيط للحركات المتعلقة بالتفاعل مع شيء ما، بسبب عدم القدرة على إدراك الهدف من هذا الشيء. تشمل السمات المميزة لهذا الاضطراب خللًا في مفهوم التنظيم التسلسلي للحركات الإرادية. يفقد المريض معرفته أو فكرته عما يمثل شيء ما. ظهر هذا الاضطراب لأول مرة منذ 100 عام مضى، عندما وصف الطبيب أرنولد بيك مريضًا مصابًا بفقدان القدرة على استخدام الأشياء. ارتكب المريض عددًا من الأخطاء مثل تمشيط شعره بالجانب الخاطئ من المشط أو وضع المسدس في فمه. منذ ذلك الحين، واجع العديد من الباحثين والأطباء حالات مماثلة لهذا الاضطراب الفريد. وُصف «آي إيه» تحت مسميات عديدة مثل عمه الاستخدام، أو تعذر الأداء المفاهيمي، أو فقدان القدرة على استخدام الأدوات أو فقدان الذاكرة الدلالي المتعلق باستخدام الأدوات. صاغ ستينثال مصطلح تعذر الأداء لأول مرة في عام 1871، إذ استُخدم وقتها في وصف الاضطرابات المتعلقة بالتخطيط الحركي، عوضًا عن الاضطرابات في قدرة المريض على الإدراك البصري، أو اللغوي أو الرمزي.

## العلامات والأعراض
يُعتبر ليبمان أول من أجرى اختبارات على هؤلاء المرضى في مختبره. عُرفت هذه الاختبارات باسم المهام متعددة الأشياء أو «إم أو تي». تستلزم كل مهمة استخدام المريض لأكثر من شيء واحد؛ يصف الباحث المهمة للمريض ويطلب منه تنفيذ المهمة وفق الوصف المحدد. زود ليبمان المرضى بجميع الأدوات الضرورية، مثل الشمعة وعلبة أعواد الثقاب، إذ وُضعت أمام المريض. راقب بعد ذلك المرضى من أجل ملاحظة تفاعلهم مع كل منها. في حالة علبة أعواد الثقاب، وضع أحد المرضى العلبة بأكملها أمام الفتيل، بدلًا من عود ثقاب واحد. استطاع آخر فتح العلبة وإخراج عود ثقاب واحد، لكنه وضعه على الفتيل غير المشتعل. ضرب مريض آخر الشمعة بسطح الإشعال الخاص بعلبة أعواد الثقاب. على هذا النحو، تمكن ليبمان من ملاحظة وجود انقطاع في تصرفات الأشخاص فيما يتعلق بالأشياء اليومية إلى جانب تصنيف الأخطاء التي ارتكبوها: التوزيع الخاطئ للأفعال، والاستخدام الخاطئ للأشياء، والإهمال، والارتباك وأخطاء التسلسل.
على الرغم من فشل الأفراد المتضررين في أداء المهام البسيطة باستخدام العناصر المتعددة المتوفرة، إلا أنهم قادرون على تحديد الأشياء المشاركة في المهام البسيطة بدقة. على سبيل المثال، يمكنهم مطابقة تسلسل معين من الصور مع التصنيف الصحيح، مثل: عملية صنع القهوة، أو وضع الزبدة على الخبز أو تحضير الشاي. يستطيع هؤلاء المرضى أيضًا تحديد الأشياء بنجاح عند وصف الباحث لوظيفة أداة ما شفهيًا. شمل اختبار آخر مطابقة الشيء مع الوظيفة المناسبة له. أخيرًا، توفر حقيقة قدرة المرضى على تحديد أفعال أداة معينة عبر تسلسلات الصور دليلًا على فهمهم الكامل لاستخدام الأشياء.
بالتالي، لا يكمن العجز في افتقار المرضى لمعرفة كيفية استخدام الشيء؛ إذ يمتلكون فهمًا كاملًا لوظيفة كل أداة. عوضًا عن ذلك، تعود المشكلة إلى عيب في التنفيذ، عند محاولتهم التفاعل مع هذه الأدوات (في مهمة متعددة الأشياء) بهدف تنفيذ وظائفها.